# Yoshio Sugino
Yoshio Sugino (杉野嘉男 Sugino Yoshio?, n. 12 decembrie 1904, Narutō⁠(d), Prefectura Chiba, Japonia – d. 13 iunie 1998, Tokyo⁠(d), Tōkyō, Japonia) a fost un instructor de arte marțiale și coregraf de film japonez.

## Tinerețea
Sugino s-a născut în satul Naruto din prefectura Chiba, în decembrie 1904. Atunci când el era foarte mic, familia sa s-a mutat la Tokyo. Yoshio Sugino a avut primul contact cu artele marțiale în anul 1918, când s-a înscris la Facultatea de Studii Comerciale și Industriale a Universității Keio; avea o înălțime de doar 1,59 m, dar compensa acest handicap prin multă energie. A practicat multe sporturi și a făcut parte din cluburile de judo, kendo, sumo și kyudo. A studiat mai ales judo sub îndrumarea instructorului Kunisaburo Iizuka, care era la acea vreme unul dintre antrenorii de top ai cluburilor universitare din Japonia. După absolvirea facultății a lucrat o scurtă perioadă ca funcționar bancar la Kanan Bank din Taipei, dar, dobândind îndemnânare în practicarea judo-ului, a înființat propriul său dojo (Kodokan Judo Shugyojo) la Kawasaki.

## Cariera sa în artele marțiale
În anul 1927 Jigoro Kano, fondatorul judo-ului, i-a recomandat lui Sugino să studieze kenjutsu (lupta japoneză cu sabia) la școala Katori Shinto-ryu. În aceeași perioadă Sugino a început să studieze jujutsu Yoshin Koryu sub îndrumarea instructorului Genro Kanaya. La începutul anilor 1930 l-a cunoscut pe fondatorul artei marțiale aikido, Morihei Ueshiba, și a studiat suficient aikido pentru a obține brevetul de instructor și a deschide prin 1935 un dojo afiliat școlii Aikikai. În anii 1940 el preda cu norma întreagă cursuri de kenjutsu, aikido, judo și naginatajutsu.

## Mutarea la Fukushima
În timpul celui de-al Doilea Război Mondial, casa și dojo-ul lui Sugino au fost distruse de bombardamentele aeriene lansate asupra orașului Kawasaki. Sugino și familia lui s-au refugiat la Fukushima, unde el și-a petrecut cea mai mare parte a timpului antrenându-se în artele marțiale și folosindu-și cunoștințele medicale (a organizat și condus o clinică de tratare a fracturilor în apropierea dojo-ului său din Kawasaki) pentru a-i ajuta pe cei răniți. După război, familia Sugino s-a întors la Kawasaki, unde Yoshio a fost foarte ocupat la clinică cu tratarea răniților de război. În anul 1950 a construit un nou dojo și și-a reluat activitatea de instructor în artele marțiale.

## Implicarea sa în cinematografie

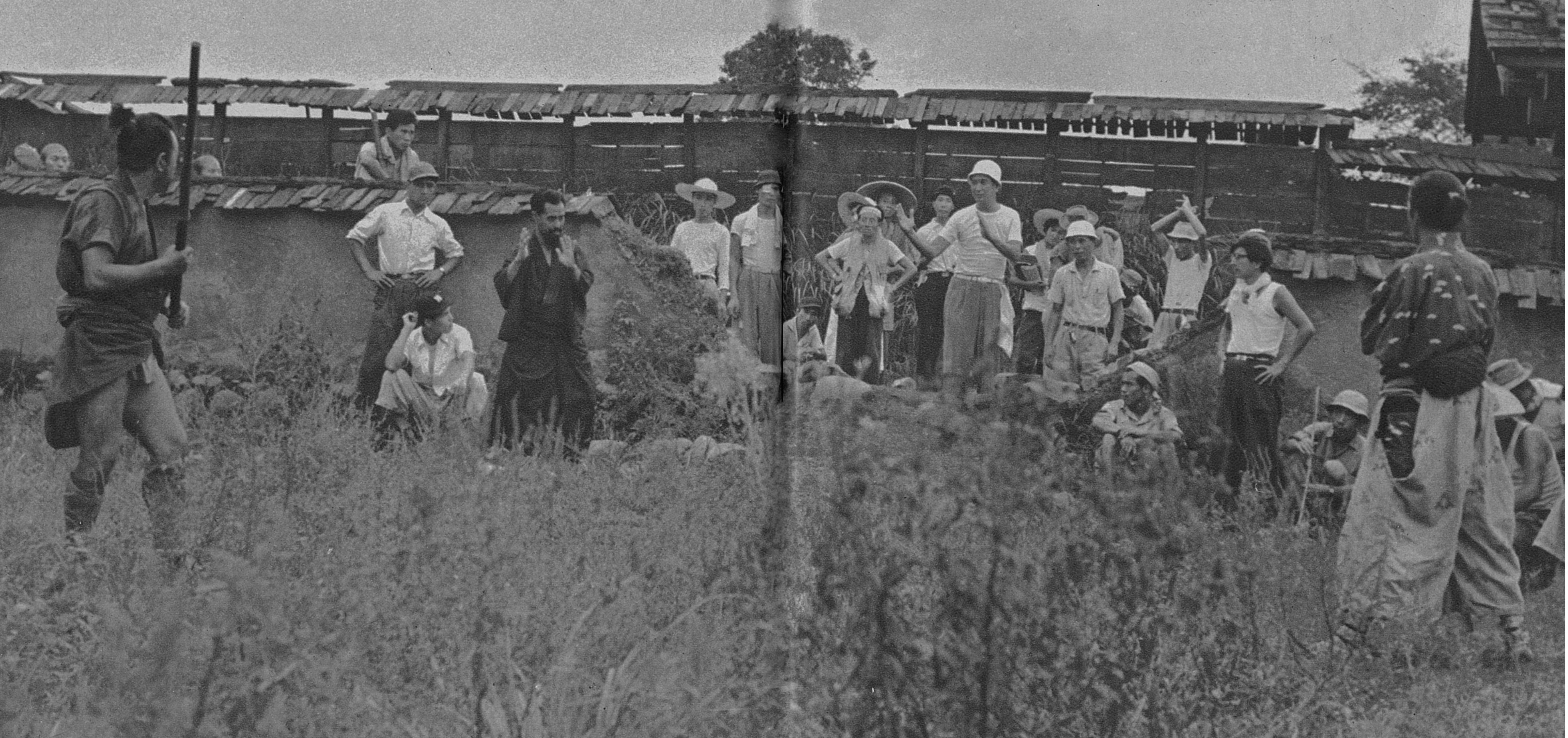
Imagine de pe platoul de filmare al filmului Cei șapte samurai, decembrie 1953. Interpretarea actorilor este dirijată de instructorul de arte marțiale Yoshio Sugino și de regizorul Akira Kurosawa.

În 1953 Yushio Sugino a fost solicitat să-i instruiască în luptele cu sabia pe actorii filmului Cei șapte samurai al lui Akira Kurosawa. Această activitate de instruire a actorilor în lupta cu sabia și de dirijare a secvențelor de luptă a fost realizată inițial de Sugino în colaborare cu Junzo Sasamori de la școala Ono-ha Itto-ryu, dar Sasamori a fost nevoit să se retragă de la filmări deoarece Ministerul Educației i-a oferit un post de instructor de arte marțiale în Europa chiar în timpul producției filmului. Coregrafia luptelor cu sabia realizată de Sugino a fost influențată de stilul decorativ al teatrului kabuki și a urmărit să adauge dinamism și realism acelor scene.

## Legături externe
- Interviu cu Yoshio Sugino de la Katori Shinto-ryu, 1961
- https://suginodojo.localinfo.jp/pages/928156/katori